# Josef Schoenkaes
Anton Albert Josef Schoenkaes (* 24. Mai 1883 in Altenheerse, Kreis Höxter; † nach 1929) war ein preußischer Verwaltungsjurist und Landrat.

## Leben
Josef Schoenkaes wuchs als Sohn eines Gutsbesitzers in Altenheerse auf. Er besuchte das Gymnasium Marianum in Warburg. Danach studierte er Rechts- und Staatswissenschaften in Freiburg, München, Berlin und Münster. 
1909 begann er als Gerichtsreferendar am Oberlandesgericht Hamm. 1914 folgte eine Tätigkeit beim Landratsamt und Magistrat der Stadt Paderborn. 1915 bis 1916 leistete er Kriegsdienst und promovierte. 1916 wurde er beim Landrat in Crossen beschäftigt und 1918 vertretungsweise mit der Verwaltung des Landratsamtes im Kreis Crossen, Provinz Brandenburg beauftragt. 1919 erfolgte die Ernennung zum Landrat. 
Am 7. November 1919 wurde er mit der Verwaltung des Landratsamtes im Kreis Warburg, Provinz Westfalen beauftragt. Am 24. April 1920 erfolgte der Erlass mit der Ernennung zum dortigen Landrat. 1929 wurde er in Zusammenhang mit staatsanwaltlichen Ermittlungen auf unbestimmte Zeit beurlaubt. Sein Nachfolger, zunächst auftragsweise, war Dr. Friedrich Boeckenhoff.

## Werke
- Die Verordnung des Bundesrats vom 8. August 1914 betreffend die Anordnung einer Geschäftsaufsicht zur Abwendung des Konkursverfahrens, Dissertation an der Universität Erlangen 1916